# Campanula pollinensis
Campanula pollinensis là loài thực vật có hoa trong họ Hoa chuông. Loài này được Podlech mô tả khoa học đầu tiên năm 1970.